# Самсонкін Валерій Миколайович
Вале́рій Микола́йович Самсо́нкін — директор державного підприємства «Державний науково-дослідний центр залізничного транспорту України», доктор технічних наук — 1997, професор — 2003, дійсний член Міжнародної академії людини в аерокосмічних системах, дійсний член Транспортної академій України, Почесний залізничник, нагороджений Почесною грамотою Кабінету Міністрів України (2009).

## Життєпис
Його батько був військовим залізничником. 1970 року закінчив у Харкові фізико-математичну школу № 27, згодом — Харківський інститут радіоелектроніки, факультет «системи управління», спеціальність «автоматизовані системи управління». За зразкове навчання заохочений Ленінською стипендією, інститут закінчив з відзнакою, рекомендований до аспірантури. 1970 року захистив кандидатську, 1997 — докторську роботи.
Пройшов шлях в Українській академії залізничного транспорту від аспіранта до проректора. Від заснування 2001 року ДП «Державний науково-дослідний центр залізничного транспорту України» став його директором.
Наукові інтереси:
- теорія самоорганізуючих систем
- вплив людського фактора на функціонування транспортних систем
- інформаційне забезпечення управлінням безпекою руху на залізничному транспорті.

У співавторстві з доктором біологічних наук Валерієм Друзем розробив теоретичний підхід управління складними системами та її різними функціями — під назвою «Метод статистичної закономірності».
Від 1988 року працює над проблемою забезпечення надійної діяльності людини-оператора на залізничному транспорті.
Був керівником розробки 3 поколінь автоматизованої системи психофізіологічного професійного добору локомотивних бригад та робітників операторської групи (професій залізничного транспорту) та критеріальним забезпеченням професійного добору.
Ініціював впровадження психологічного забезпечення роботи локомотивних бригад.
За його керівництва керівництвом розроблено один з перших в Україні комп'ютерних тренажерів для машиністів метрополітену — з моделюванням реального візуального сприйняття зовнішнього середовища.
До наукового доробку перу належать понад 200 публікацій, з них 5 монографій, 8 навчальних посібників, 6 патентів, 3 державні патенти.
Є головою Спеціалізованої вченої ради ДНДЦУЗ, член кількох спеціалізованих вчених рад зі спеціальності «Ергономіка» та «Транспортні системи», багаторічний член Експертної ради ВАК України.
Є головним редактором журналу «Залізничний транспорт України», входить до складу колегії 3 наукових журналів, певний час очолював програмний комітет міжнародних наукових конференцій — щодо проблем ергономіки та людського фактора на транспорті.

### Серед робіт
- «Теоретичні основи автоматизованого контролю людського фактора в людино-машинних системах на залізничному транспорті», 1997
- «Положення про підвищення кваліфікації та технічне навчання працівників залізничного транспорту, діяльність яких пов'язана з перевезенням небезпечних вантажів залізницями України», 2004
- «Залізничний транспорт; Безпечність руху залізничного транспорту. Терміни та визначення понять», 2007